# پویو (پاستازا)
پویو (به اسپانیایی: Puyo) یک منطقهٔ مسکونی در اکوادور است که در استان پاستاسا واقع شده‌است. پویو ۸۷٫۶۷ کیلومتر مربع مساحت و ۳۶٬۶۵۹ نفر جمعیت دارد و ۹۵۰ متر بالاتر از سطح دریا واقع شده‌است.